# Frontera entre Corea del Nord i Corea del Sud
La frontera entre Corea del Nord i Corea del Sud delimita els territoris d'aquests dos Estats. Actualment es compon d'una frontera terrestre marcada per la zona desmilitaritzada de Corea, i uns frontera marítima la secció occidental del qual forma la línia límit del nord.

## Història

Evolució del front que separava les dues Corees durant la Guerra de Corea. Els territoris ocupats per Corea del Nord, el seu aliat xinès i les altres forces comunistes estan en vermell i els ocupats per Corea del Sud, els Estats Units i les forces de les Nacions Unides són en verd.

La creació de la frontera intercoreana es deriva dels acords de la Conferència de Yalta en 1945. De fet, Estats Units i la Unió Soviètica havia acordat l'ocupació militar conjunt de la península de Corea després de la derrota del Japó al final de Segona Guerra Mundial. El Paral·lel 38° nord constituïa la frontera teòrica entre les dues zones.
Però aviat, les dissensions entre les dues superpotències apareixerien en el futur polític de Corea. Els occidentals van celebrar eleccions lliures que van conduir a la creació al sud de la "República de Corea" al sud, mentre que al nord els règims comunistes van donar suport a la fundació d'una República Popular Democràtica de Corea. En 1950, la guerra de Corea va esclatar entre aquests dos règims antagònics.
Durant els primers mesos del conflicte, el front era extremadament fluctuant: Corea del Nord, tot i tenir cert avantatge en ocupar gairebé tota la Península (setembre de 1950),va patir un contraatac de les forces estatunidenques del general MacArthur amb el suport de tropes estrangeres amb mandat de l'ONU van revertir completament la situació en favor dels sud-coreans al mes de novembre. La intervenció de "voluntaris" xinesos salva in extremis el règim comunista, atrinxerat a la zona fronterera del riu Yalu després de l'avenç occidental, gràcies a un contraatac que estabilitzarà el front al voltant de la línia inicial de demarcació.
Es va mantenir estable fins a la signatura de l'armistici de Panmunjeom signat a la localitat del mateix nom el 27 de juliol de 1953, prop de la línia del front (coreà 휴전선 romanització revisada: hyujeonseon McCune-Reischauer hyujŏnsŏn), que després es va convertir en la frontera intercoreana que coneixem avui.
Està força militaritzada i és el teatre de múltiples incidents, part dels quals es coneix com a Conflicte marítim intercoreà.
En l'últim de data 4 de març de 2010, molts soldats de Corea del Nord van travessar la frontera terrestre que els separa de Corea del Sud a la recerca de un desertor que havia fugit del país. Sota els trets d'advertència de l'exèrcit de Corea del Sud, es van batre en retirada. El 23 de novembre de 2010 foc d'artilleria sobre l'illa sud-coreana de Yeonpyeong va destruir llars i va provocar almenys quatre morts i diversos ferits, tant militars com civils sud-coreans.

## Característiques
La frontera entre els dos estats fa 237 kilòmetres, es troba enmig de la zona desmilitaritzada de Corea, una franja intermèdia de quatre quilòmetres d'ample. Tot el sistema fa que la separació entre els dos estats sigui la frontera més militaritzada del món.